# Bethune (Carolina do Sul)
Bethune é uma cidade  localizada no estado norte-americano de Carolina do Sul, no Condado de Kershaw.

## Demografia
Segundo o censo norte-americano de 2000, a sua população era de 352 habitantes.
Em 2006, foi estimada uma população de 365, um aumento de 13 (3.7%).

## Geografia
De acordo com o United States Census Bureau tem uma área de
2,9 km², dos quais 2,9 km² cobertos por terra e 0,0 km² cobertos por água. Bethune localiza-se a aproximadamente 96 m acima do nível do mar.

## Localidades na vizinhança
O diagrama seguinte representa as localidades num raio de 28 km ao redor de Bethune.